# Joseph Cordeiro

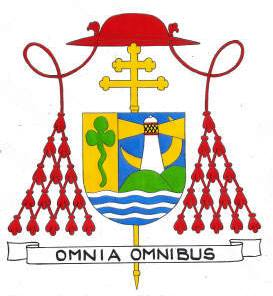
Kardinalswappen von Joseph Cordeiro

Joseph Marie Anthony Kardinal Cordeiro (* 19. Januar 1918 in Bombay, Indien; † 11. Februar 1994 in Karatschi) war ein indischer Geistlicher, Erzbischof von Karatschi und Kardinal.

## Leben
Joseph Cordeiro erhielt seine philosophische und theologische Ausbildung in Kandy, Bombay und Oxford. Er empfing am 24. August 1946 das Sakrament der Priesterweihe in Karatschi und arbeitete anschließend als Seelsorger in Hyderabad und im pakistanischen Erzbistum Karatschi. Nach Abschluss weiterführender Studien leitete er in den Jahren 1951 bis 1953 eine katholische Schule in Quetta. Von 1953 bis 1958 war er als Seelsorger und Regens des Knabenseminars in Karatschi.
Papst Pius XII. ernannte ihn am 7. Mai 1958 zum Erzbischof von Karatschi. Die Bischofsweihe spendete ihm der Erzbischof von Hyderabad in Pakistan, James Cornelius van Miltenburg OFM; Mitkonsekratoren waren Francesco Benedetto Cialeo OP, Bischof von Multan, und Leonard Joseph Raymond, Bischof von Allahabad in Indien. Er war der erste einheimische Priester, der Bischof in Pakistan wurde. Joseph Cordeiro war beteiligt an der Planung des Zweiten Vatikanischen Konzils und nahm in den Jahren 1962 bis 1965 an allen vier Sitzungsperioden des Konzils als Konzilsvater teil.
Papst Paul VI. nahm ihn am 5. März 1973 als Kardinalpriester mit der Titelkirche Sant’Andrea delle Fratte in das Kardinalskollegium auf. Joseph Marie Anthony Kardinal Cordeiro nahm in der Folgezeit an zahlreichen Synoden teil und vertrat den Papst bei mehreren Anlässen als päpstlicher Legat. Seit 1972 war er Teilnehmer der CCA-FABC (Federation of Asian Bishops’ Conferences).
Er war Teilnehmer der beiden Konklave im August 1978 und Oktober 1978.
Joseph Cordeiro starb am 11. Februar 1994 in Karatschi und wurde in den Grotten neben der Kathedrale von Karatschi bestattet.